# Rodolfo I di Borgogna
Rodolfo I di Borgogna (859 circa – 25 ottobre 911) fu conte, dall'876 all'888 e poi re di Borgogna Transgiurana, dall'888 alla sua morte.

## Origine
Come è confermato dal cronista Reginone era figlio del conte di Auxerre e poi conte di Borgogna Transgiurana, Corrado II (ca. 835-876), e di Waldrada, come risulta dalle Mémoires concernant l'histoire civile et ecclésiastique d'Auxerre et de son ancient diocese, in cui il nuovo re dei Franchi occidentali, Luigi il Balbo, dopo la morte del marito, la conferma proprietaria dell'abbazia di Saint-Germain d'Auxerre, di cui non si conoscono gli ascendenti. Corrado II di Borgogna era il figlio secondogenito del conte di Parigi, poi conte di Auxerre e primo conte di Borgogna Transgiurana, Corrado I di Borgogna (circa 800- circa 863) e di Adelaide d'Alsazia, come ci viene confermato nei Miraculis Sancti Germani: Adelaide, di natali gloriosi era la moglie del principe Corrado, anche lui di fulgida stirpe (805-dopo l'866), figlia secondogenita del conte di Tours, Ugo e della moglie Ava o Bava, come risulta dal testamento di Gerardo di Rossiglione, conte di Vienne.

## Biografia

L'impero carolingio nell'898. In viola il regno della Borgogna Transgiurana

Alla morte del padre, nell'876, Rodolfo, da poco maggiorenne gli successe nel titolo di conte (o duca o marchese) della Borgogna Transgiurana.
Tra l'880 e l'885, Rodolfo aveva sposato Willa di Provenza (nel documento n° 379, datato 14 giugno 929, dei Recueil des chartes de l'abbaye de Cluny, tomus I la sorella di Rodolfo, Adelaide, cita Willa di Provenza, definendola regina.) (ca. 873- prima del 924), figlia del re di Provenza Bosone (che fosse la figlia di Bosone è confermato da due documenti dei Recueil des chartes de l'abbaye de Cluny, tomus I, n* 633 e 631 entrambi del 943, in cui il re di Arles, Corrado I, cita il nipote di Willa, Carlo Costantino, definendolo parente) e della sua prima moglie di cui non si conoscono né generalità né ascendenti (l'esistenza di questa moglie è confermata dagli Annales Fuldenses, che affermano che il conte di Provenza, Bosone, avvelenò la (prima) moglie e non (come erroneamente da alcuni viene sostenuto) di Ermengarda d'Italia, figlia dell'imperatore Luigi il Giovane e di Engelberga d'Alsazia.
Rodolfo viene citato nel documento n° 112, datato 15 febbraio 885, dell'imperatore, Carlo il Grosso, come vassallo fedele e diletto nostro marchese.
Quando, nell'888, l'imperatore Carlo il Grosso morì, dopo essere stato destituito l'anno prima, Rodolfo riuscì a farsi eleggere re di tutta la Borgogna Transgiurana: il Concilio d'Agauno, un'assemblea di nobili feudatari ed ecclesiastici, provenienti da tutta la Borgogna, si riunì nell'Abbazia territoriale di San Maurizio d'Agauno, nel Vallese (attuale Svizzera) ed elessero Rodolfo Re di Borgogna Transgiurana.
Rodolfo allora rivendicò per sé il regno di Lotaringia che era stato di Lotario II di Lotaringia e cercò allora di conquistare la Lotaringia e, con l'appoggio dei nobili alsaziani e lorenesi, in un primo tempo riuscì nell'impresa, occupando l'Alsazia e graparte della Lorena e in una dieta tenutasi a Toul, sempre in quell'anno, riuscì ad assicurarsi il regno di Lotaringia che era stato di Lotario II di Lotaringia e venne incoronato re di Lotaringia, dal vescovo di Toul. Il vescovo di Toul incoronò Rodolfo re di Lotaringia.
Ciò portò ad un conflitto col nuovo re dei Franchi orientali o di Germania, Arnolfo di Carinzia. Rodolfo, abbandonato dalla maggior parte dei nobili, allora si recò a Ratisbona ad incontrare Arnolfo che gli riconobbe il titolo di re, non più di Lotaringia ma di Borgogna Transgiurana, che includeva anche la diocesi di Besançon e, come contropartita, Rodolfo rinunciava a rivendicare sia l'Alsazia che la Lorena.
Nell'894, Rodolfo inviò un contingente in aiuto al marchese d'Ivrea, Anscario I, che voleva tagliare la strada ad Arnolfo di Carinzia, che si ritirava dall'Italia dopo aver portato la guerra al re d'Italia e imperatore, Guido II di Spoleto. Arnolfo superò lo sbarramento e attaccò Rodolfo, saccheggiò il Vallese, ma non riuscì a sconfiggere Rodolfo che evitò di combattere ritirandosi sui monti. Arnolfo poi inviò il figlio Sventiboldo, con truppe fresche, a continuare invano le ricerche di Rodolfo che continuò a sottrarsi al combattimento.
Nell'895, in una dieta a Worms Arnolfo proclamò Sventiboldo re di Lotaringia (che includeva anche la Borgogna), cioè di tutto il regno che era stato governato da Lotario II di Lotaringia. Ma tale rivendicazione in Borgogna non ebbe alcun effetto e Rodolfo mantenne il controllo del regno sino alla morte.
Nel 911, approfittando della lotta tra il re dei Franchi orientali o di Germania, Corrado I di Franconia e quello dei Franchi occidentali o di Francia, Carlo il Semplice, Rodolfo tolse a Corrado la città di Basilea.
Secondo gli Annales Lausannenses, Rodolfo morì il 25 ottobre 911, mentre secondo l'Herimanni Augiensis Chronicon, Rodolfo morì nel 912, lasciando in eredità al figlio Rodolfo il titolo di Re di Borgogna Transgiurana.
La moglie, Willa, dopo che era rimasta vedova, nel 912, sposò, in seconde nozze, Ugo di Provenza.

## Discendenza
Rodolfo e Willa di Provenza ebbero quattro (forse sei) figli:
- Rodolfo II di Borgogna (888-937), Re di Borgogna Transgiurana (912[21]-933), re d'Italia (922-926), re d'Arles (933-937[21]), sposò Berta di Svevia (907-966), detta la Filandina, figlia del duca di Svevia e di Sassonia, Burcardo II[23].
- Waldrada, che secondo il cronista Liutprando, sposò nel 923 il duca di Spoleto Bonifacio II (?-959) della dinastia degli Hucpoldingi[24].
- Luigi (?- dopo il 929, che, nel documento n° 379, datato 14 giugno 929, dei Recueil des chartes de l'abbaye de Cluny, tomus I, Adelaide, la sorella di suo padre Rodolfo, lo cita, definendolo nipote[7]), conte di Thurgau, nel 928, che aveva sposato Edgifa figlia del re Edoardo il Vecchio del Wessex, come è indicato nelle Europäische Stammtafeln[25], vol III n° 736 (non consultate)..
- Willa II di Borgogna (?-dopo il 936) che, nel 912, fu data in sposa al conte di Avignone e di Arles, Bosone[26], figlio secondogenito del conte di Arles, Tebaldo[27] (ca 860-895) e di Berta di Lotaringia (863-925). In quello stesso anno, la madre, Willa di Provenza, aveva sposato il fratello di Bosone, Ugo di Provenza (882-947).
- Giuditta[28]
- Adelaide[29] (?-943), che sposò Ludovico il Cieco (880-928), re di Provenza.

## Ascendenza
|                        |   |                   | Genitori                |  |  | Nonni |  |  | Bisnonni |  |  | Trisnonni |  |
|                        |   |                   |                         |  |  |       |  |  | Guelfo I |  |  | Ruthard   |  |
|                        |   |                   |                         |  |  |       |  |  | Guelfo I |  |  | Ruthard   |  |
|                        |   | …                 |                         |  |  |       |  |  | Guelfo I |  |  |           |  |
| Corrado I di Borgogna  |   |                   |                         |  |  |       |  |  | Guelfo I |  |  |           |  |
|                        |   | Edvige di Baviera | Isanbard                |  |  |       |  |  |          |  |  |           |  |
|                        |   | Edvige di Baviera | Isanbard                |  |  |       |  |  |          |  |  |           |  |
|                        |   | Edvige di Baviera | Thiedrada               |  |  |       |  |  |          |  |  |           |  |
| Corrado II di Borgogna |   | Edvige di Baviera |                         |  |  |       |  |  |          |  |  |           |  |
|                        |   | Ugo di Tours      | Liutfrido II di Sundgau |  |  |       |  |  |          |  |  |           |  |
|                        |   | Ugo di Tours      | Liutfrido II di Sundgau |  |  |       |  |  |          |  |  |           |  |
|                        |   | Ugo di Tours      | Bava d'Alsazia          |  |  |       |  |  |          |  |  |           |  |
| Adelaide d'Alsazia     |   | Ugo di Tours      |                         |  |  |       |  |  |          |  |  |           |  |
|                        |   | Ava/Bava          | …                       |  |  |       |  |  |          |  |  |           |  |
|                        |   | Ava/Bava          | …                       |  |  |       |  |  |          |  |  |           |  |
|                        |   | Ava/Bava          | …                       |  |  |       |  |  |          |  |  |           |  |
| Rodolfo I di Borgogna  |   | Ava/Bava          |                         |  |  |       |  |  |          |  |  |           |  |
|                        | … | …                 |                         |  |  |       |  |  |          |  |  |           |  |
|                        | … | …                 |                         |  |  |       |  |  |          |  |  |           |  |
|                        | … | …                 |                         |  |  |       |  |  |          |  |  |           |  |
| …                      | … |                   |                         |  |  |       |  |  |          |  |  |           |  |
|                        |   | …                 | …                       |  |  |       |  |  |          |  |  |           |  |
|                        |   | …                 | …                       |  |  |       |  |  |          |  |  |           |  |
|                        |   | …                 | …                       |  |  |       |  |  |          |  |  |           |  |
| Waldrada               |   | …                 |                         |  |  |       |  |  |          |  |  |           |  |
|                        |   | …                 | …                       |  |  |       |  |  |          |  |  |           |  |
|                        |   | …                 | …                       |  |  |       |  |  |          |  |  |           |  |
|                        |   | …                 | …                       |  |  |       |  |  |          |  |  |           |  |
| …                      |   | …                 |                         |  |  |       |  |  |          |  |  |           |  |
|                        |   | …                 | …                       |  |  |       |  |  |          |  |  |           |  |
|                        |   | …                 | …                       |  |  |       |  |  |          |  |  |           |  |
|                        |   | …                 | …                       |  |  |       |  |  |          |  |  |           |  |
|                        |   | …                 |                         |  |  |       |  |  |          |  |  |           |  |

### Fonti primarie
- (LA)  Monumenta Germaniae Historica, Scriptores, tomus II.
- (LA)  Monumenta Germaniae Historica, Scriptores, tomus XIII.
- (LA)  Rerum Gallicarum et Francicarum Scriptores, tomus IX.
- (LA)  Rerum Gallicarum et Francicarum Scriptores, tomus XII.
- (LA)  Monumenta Germaniae Historica, Scriptores, tomus I.
- (LA)  Monumenta Germaniae Historica, Diplomata regum Germaniae ex Stirpe Karolinorum, tomus II.
- (LA)  Recueil des chartes de l'abbaye de Cluny, tomus I.
- (LA)  Monumenta Germaniae Historica, Scriptores, tomus V.
- (LA)  Monumenta Germaniae Historica, Scriptores, tomus XXIV.
- (LA)  Monumenta Germaniae Historica, Scriptores, tomus III.

### Letteratura storiografica
- René Poupardin, I regni carolingi (840-918), in «Storia del mondo medievale», vol. II, 1979, pp. 583–635
- Louis Halphen, Il regno di Borgogna, in «Storia del mondo medievale», vol. II, 1979, pp. 807–821